# Bird Island (Südgeorgien)
Bird Island ist eine kleine Insel vor der Westküste der zum Gebiet von Südgeorgien und den Südlichen Sandwichinseln zählenden Insel Südgeorgien. Sie ist von der Hauptinsel durch den gut 500 Meter breiten Bird Sound getrennt. Die südatlantische Inselregion „Südgeorgien und die Südlichen Sandwichinseln“ ist ein Britisches Überseegebiet, das auch von Argentinien beansprucht wird.
Bird Island, mit einer Fläche von lediglich 3,4 km², wurde am 14. Januar 1775 von einer britischen Expedition unter der Führung von James Cook entdeckt, der sie so benannte, weil er zahlreiche Vögel auf der Insel sah. Am Ende des 19. Jahrhunderts besuchten Seehundjäger die Insel. In der Nähe der Freshwater Beach, unterhalb des Cave Crag, sah man im Jahre 2010 noch Spuren der Jäger in der Sealer’s Cave.

## Forschungsstation
In den Jahren 1957–1964 wurde die ansonsten unbewohnte Insel jeweils in den antarktischen Sommern von Vogelbeobachtern aufgesucht. Am 24. November 1958 errichtete die Regierung der Falklandinseln eine dauerhaft benutzbare Hütte, die später Bonner-Hütte genannt wurde. Das United States Antarctic Research Program (USARP) errichtete im Dezember 1962 zwei Unterkünfte im Osten der Jordan Cove an der Südküste, aus der später die Bird Island Research Station des British Antarctic Survey (BAS) hervorging. Die ständig besetzte Forschungsstation wurde lediglich im Jahre 1982 in der Zeit des Falkland-Kriegs evakuiert. Im südlichen Winter halten sich dort in der Regel vier Forscher auf, im Sommer um die zehn. Dort wird unter anderem die Entwicklung der Populationen der zahlreich auf der Insel beheimateten Seevögel und Robben ausgewertet. Der weitere Ausbau erfolgte in den Jahren 1981, 1995/96 und 2005. Im Januar 2006 wurden die Reste des vorangegangenen Abbruchs und angefallener Müll abgeräumt und entfernt.
Auf der Insel bestanden im Jahre 2010 zehn Hütten und Unterstände für die Beobachtung von Seehunden und Seevögeln.

## Wildleben
Die Insel ist Heimat von:
- 65.000 Antarktischen Seebären (etwa einer alle 6 m² der Insel)
- 50.000 Goldschopfpinguinen
- 15.000 Paaren Schwarzbrauenalbatrosse
- 12.000 Paaren Graukopfalbatrosse
- 1000 Paaren Wanderalbatrosse
- 500 Paaren Riesensturmvögel (10 % der Gesamtpopulation Südgeorgiens)